# Föräldrafällan (1998)
Föräldrafällan (originaltitel: The Parent Trap) är en amerikansk romantisk komedi från 1998 i regi av Nancy Meyers, med Lindsay Lohan, Dennis Quaid och Natasha Richardson i huvudrollerna. Filmens manus bygger på romanen Dubbel-Lotta av Erich Kästner.

## Handling
Enäggstvillingarna Hallie och Annie separeras bara några veckor efter födseln när deras föräldrar skiljer sig och behåller varsitt barn. Pappan Nick Parker bor kvar i USA med Hallie, medan mamman Elizabeth James flyttar till England med Annie. Barnen känner inte till varandras existens men av en slump möts de på ett sommarläger i USA många år senare.
Hallie och Annie är först väldigt osams men efter en liten tid blir de vänner och då upptäcker de att de är tvillingsystrar. Då kommer de överens om att byta plats med varann så att Hallie får åka till London som Annie och träffa mamman och Annie får åka till Kalifornien som Hallie och träffa pappan. På så sätt hoppas Hallie och Annie kunna sammanföra sina föräldrar igen. Men efter att Annie anländer till pappans vingård får hon genast veta att pappan ska gifta sig med den elaka Meredith Blake, som egentligen bara vill gifta sig med honom för hans pengar. Nu måste Hallie och Annie sammanföra sina föräldrar innan pappan gör det stora misstaget och gifter sig med Meredith Blake.

## Rollista
- Lindsay Lohan - Hallie Parker / Annie James
- Dennis Quaid - Nicholas "Nick" Parker (pappan)
- Natasha Richardson - Elizabeth "Liz" James (mamman)
- Lisa Ann Walter - Chessy (pappans hembiträde)
- Elaine Hendrix - Meredith Blake (pappans blivande fru)
- Simon Kunz - Martin (mammans butler)
- Ronnie Stevens - Morfar Charles James
- Polly Holliday - Marva Kulp, Sr. (lägerledaren på sommarlägret)
- Maggie Wheeler - Marva Kulp, Jr. (Marva Kulp, Sr:s dotter och assistent)
- Joanna Barnes - Vicki Blake (Merediths mamma)
- J. Patrick McCormack - Les Blake (Merediths pappa)